# Luque (Argentina)
Luque è una municipalità argentina appartenente al Dipartimento di Río Segundo nella provincia di Córdoba.
Nella città si svolge dal 1973 la Fiesta Nacional de la Familia Piemontesa (Festa Nazionale della Famiglia Piemontese) dedicata a celebrare le tradizioni culturali piemontese, della numerosa comunità formata dai discendenti degli emigranti piemontesi che si stabilirono in Argentina.

## Amministrazione

### Gemellaggi
- Vinovo